# Klingen (Heuchelheim-Klingen)
Klingen ist einer von zwei Ortsteilen der rheinland-pfälzischen Ortsgemeinde Heuchelheim-Klingen.

## Lage
Klingen liegt im südlichen Gemeindegebiet. Der Klingbach streift den nördlichen Siedlungsrand.

## Geschichte
In der Zeit zwischen 1060 und 1090 wird erstmals in einem Bestandsverzeichnis des Klosters Weißenburg ein Herrschaftshof mit dem Namen Klingen erwähnt. Eine gesicherte Nennung des Ortsnamens liegt in einer Papsturkunde des Jahres 1179 vor. Ursprünglich reichsfrei, stand der Ort zeitweise unter der Reichsvogtei des Speyergaus, wiederholt wurde er an die Grafen von Leiningen verpfändet. Im Jahr 1361 löste Pfalzgraf Ruprecht I. das Pfand aus. Bis zum Ende des 18. Jahrhunderts gehörte Klingen zur Kurpfalz und war dem Oberamt Germersheim zugeordnet.
Die Bewohner von Klingen hatten nach Beginn der Französischen Revolution (1789) zusammen mit etwa 30 umliegenden Gemeinden den Anschluss an Frankreich angestrebt. Durch ein Dekret des Nationalkonvents vom 14. März 1793 wurden diese, somit auch Klingen, Frankreich angegliedert.
Bis 1804 war Klingen Teil der Französischen Republik, anschließend bis 1815 Teil des Napoleonischen Kaiserreichs, und in den Kanton Bergzabern im Departement des Niederrheins eingegliedert. Im Jahr 1816 wechselte der Ort in das Königreich Bayern und wurde Teil der Rheinpfalz. Von 1818 bis 1862 gehörte er dem Landkommissariat Bergzabern an; aus diesem ging das Bezirksamt Bergzabern hervor. 1928 hatte Klingen 356 Einwohner, die in 80 Wohngebäuden lebten. Die Katholiken gehörten damals zur Pfarrei von Ingenheim, während die Protestanten zu derjenigen von Heuchelheim gehörten. Ab 1938 war der Ort Bestandteil des Landkreises Bergzabern. Nach dem Zweiten Weltkrieg wurde Klingen innerhalb der französischen Besatzungszone Teil des 1946 neu gebildeten Landes Rheinland-Pfalz. Im Zuge der ersten rheinland-pfälzischen Verwaltungsreform wurde Klingen am 7. Juni 1969 mit der Nachbargemeinde Heuchelheim zur neuen Ortsgemeinde Heuchelheim-Klingen zusammengelegt. Gleichzeitig wechselte der Ort in den neu geschaffenen Landkreis Landau-Bad Bergzabern, der seit 1978 Landkreis Südliche Weinstraße heißt.

## Verkehr und Infrastruktur
Klingen besaß zusammen mit dem Nachbarort Heuchelheim den Bahnhof Heuchelheim-Klingen an der 1892 eröffneten Klingbachtalbahn. 1959 wurde der Bahnhof als Verkehrshalt geschlossen. Er trug damals die Bezeichnung Klingen (Pfalz).